# 풍기 주씨
풍기 주씨(豊基周氏)는 경상북도 영주시 풍기읍을 본관으로 하는 한국의 성씨이다. 시조 주숙손(周叔孫)은 초계 주씨의 시조 주황의 후손이며, 조선에서 집의(執義)를 지냈다.

## 참고 자료
- “풍기주씨(豊基周氏)”. 뿌리를 찾아서.[깨진 링크(과거 내용 찾기)]